# Soolking
Abderraouf Derradji (em árabe: عبد الرؤوف درّاجي; Hammamet, 10 de dezembro de 1989) ou artisticamente conhecido como Soolking, é um cantor, rapper, e dançarino argelino. De origem cabila, começou sua carreira em seu país natal, integrando o grupo de rap Africa Jungle sob o pseudônimo de MC Sool até 2013. Em 2014, iniciou sua carreira solo em paralelo e mudou-se para a França. Ele incorpora reggae, soul, hip hop, e raï em suas músicas.  
Ficou famoso na França com as músicas "Milano", "Guérilla" e "Dalida", esta última em homenagem à cantora Dalida. Em 2018, lançou seu primeiro álbum solo, Fruit du démon, e seu segundo álbum, Vintage, foi lançado em 2020.
O terceiro álbum, Sans visa, lançado em 2022, apresentou o single "Suavemente", que utilizou o refrão da música de Elvis Crespo e alcançou primeiro lugar nas paradas musicais da França. Em 2023, seu single "Casanova", mais uma vez alcançou o topo das paradas francesas.